# Tenpai Wangchuk
Tenpai Wangchuk (1855 – 1882) è stato riconosciuto come l'ottavo Panchen Lama del Tibet.
Succedette a Palden Tenpai Nyima e anche la sua tomba fu distrutta, come quella dei Panchen Lama dal quinto al nono, durante la Rivoluzione culturale cinese, salvo poi essere riedificata in un'unica grande costruzione voluta dal 10° Panchen Lama nel monastero di Tashilhunpo a Shigatse.
| Controllo di autorità | VIAF (EN) 78824017 · ISNI (EN) 0000 0000 5494 2192 · LCCN (EN) n2012204019 · GND (DE) 123412528 |